# San Bartolomé de la Torre
San Bartolomé de la Torre is een gemeente in de Spaanse provincie Huelva in de regio Andalusië met een oppervlakte van 57 km². In 2007 telde San Bartolomé de la Torre 3327 inwoners.